# Pelleport (stanice metra v Paříži)
Pelleport je nepřestupní stanice pařížského metra na lince 3bis ve 20. obvodu v Paříži. Nachází se na Avenue Gambetta.

## Historie
Stanice byla otevřena 27. listopadu 1921 jako součást vedlejší větve linky 3 ze stanice Gambetta. Od 27. března 1971 je součástí linky 3bis, která se stala samostatnou.

## Název
Stanice nese jméno po generálu Pierre de Pelleportovi (1773–1855). Byl vážně zraněn při napoleonských válkách v bitvě u Eylau roku 1807, sloužil v armádě během Restaurace a v roce 1841 byl jmenován členem horní komory parlamentu.